# Hypamblys muli
Hypamblys muli là một loài tò vò trong họ Ichneumonidae.